# Культурбунд
Культурбунд — масова культурна організація в Східній Німеччині в 1945—1990 роках.
Культурний союз був заснований 8 серпня 1945 року за ініціативою письменника Йоганнеса Бехера як союз творчої інтелігенції, поставив за мету проведення «демократичної реформації» в Німеччині. Культурний союз мав 22 місця в Народній палаті НДР. У 1950 році в рамках Культурного союзу були створені творчі спілки за зразком творчих спілок в СРСР. У 1985 році в союзі перебувало близько 260 тисяч чоловік.
До 1958 року організація мала назву «Культурний союз для демократичного оновлення Німеччини», до 1974 року носила назву «Німецький культурний союз».